# Brustzentrum
Ein Brustzentrum ist eine Abteilung eines Krankenhauses oder ein Netzwerk aus Abteilungen unterschiedlicher Krankenhäuser, Mammographie-Screeningeinheiten und niedergelassenen Ärzten zur medizinischen Diagnostik und Therapie aller Erkrankungen der weiblichen - und selten auch männlichen - Brust. Besondere Beachtung genießt hier der Brustkrebs, da an ihm in Deutschland etwa jede neunte Frau im Laufe ihres Lebens erkrankt. Verschiedene Fachgebiete wie Gynäkologie, Onkologie, Hämatoonkologie, Radiologie, Pathologie und Psychoonkologie arbeiten zusammen.
Brustzentren setzen in Deutschland das Vorhaben der Deutschen Krebsgesellschaft um, neue Versorgungsstrukturen in der Onkologie einzuführen.

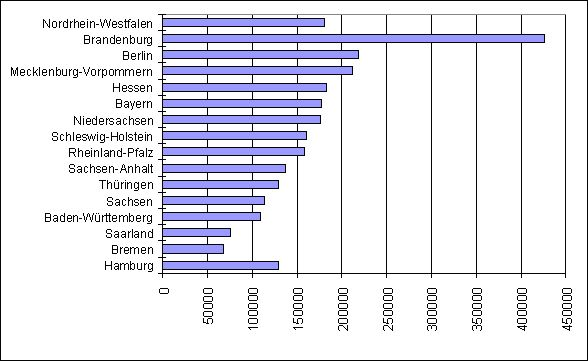
Anzahl Frauen in der Bevölkerung pro zertifiziertem Brustkrebszentrum nach Bundesländern

Europaweit setzt sich die EUSOMA (European Society of Breast Cancer Specialists, früher European Society of Mastology) für eine Verbesserung der Diagnostik und Therapie bei Brustkrebs ein und zertifiziert ebenfalls Brustzentren nach eigenen Kriterien.

## Zertifikate
Brustzentren, die erfolgreich das Zertifizierungsverfahren der Deutschen Krebsgesellschaft (DKG) und der Deutschen Gesellschaft für Senologie (DGS) durchlaufen haben, erhalten das Qualitätssiegel „Zertifiziertes Brustzentrum“. Dabei ist neben fachlichen Anforderungen die Einführung eines extern anerkannten Qualitätsmanagementsystems vorgegeben. Mit der Zertifizierung verfolgen DKG und DGS das Ziel, die Betreuung der onkologischen Patientinnen zu verbessern und ihnen in jeder Phase und für jeden Bereich ihrer Erkrankung eine an hohen Qualitätsmaßstäben orientierte Behandlung nach dem aktuellen Stand der Wissenschaft zu ermöglichen. Die Zertifizierung von Brustzentren ist allerdings nicht öffentlich-rechtlich geregelt, sondern erfolgt nach Vorgaben der DKG und DGS, bei denen es sich rechtlich um eingetragene Vereine handelt. Der Begriff „Brustzentrum“ ist allerdings nicht geschützt und jede Klinik kann ihn verwenden, ohne dass er Aufschluss über die Qualität des Angebotes gibt.
Die Deutsche Krebsgesellschaft hat dafür in Zusammenarbeit mit der Deutschen Gesellschaft für Senologie einen Anforderungskatalog für Brustzentren entwickelt, der europäische Richtlinien („EUSOMA“-Kriterien für Brustzentren) allerdings bisher noch nicht vollständig berücksichtigt und darüber hinaus die Dokumentation der Behandlungsergebnisse fordert. Diese Anforderungen, die z. B. auch Mindestmengen (150 Primärfälle pro Zentrum, 50 pro Facharzt) enthalten, wurden in einem Katalog „Fachliche Anforderungen für Brustzentren“ zusammengefasst und in Probe- und Pilotzertifizierungen an vier Brustzentren in Deutschland überprüft. Das Zertifikat der EUSOMA wird europaweit nach eigenen Kriterien vergeben. Zentren, welche die EUSOMA-Kriterien erfüllen, erhalten nach Überprüfung zuerst die „Initial Certification“. Nach fünf Jahren kann die volle Zertifizierung beantragt werden, wenn entsprechende Audit-Daten vorliegen.
Im Bundesland Nordrhein-Westfalen hat das zuständige Gesundheitsministerium 2005 ein eigenes Programm mit dem Ziel gestartet, die Behandlung von Frauen und Männern mit Brustkrebs zu verbessern. Hierzu ist ein Zertifizierungsmodell entwickelt worden, das die von der Krankenhausplanung ausgewiesenen Brustzentren verpflichtend umsetzen müssen. 51 Brustzentren mit 93 Operations-Standorten wurden ernannt. Mit der Durchführung der Zertifizierung hat das Ministerium ÄKzert, die Zertifizierungsstelle der Ärztekammer Westfalen-Lippe beauftragt. 2010 sind 47 der Zentren zertifiziert. Die Anforderungen in NRW sind mit denen der Deutschen Krebsgesellschaft fast identisch. Sie beinhalten jedoch die Überprüfung des Qualitätsmanagementsystems. Dieses muss, wie oben dargestellt bei der Krebsgesellschaft separat nachgewiesen werden.

## Anzahl zertifizierter Brustzentren in Deutschland
Im Jahr 2011 bestand mit 255 zertifizierten Brustzentren in Deutschland eine fast flächendeckende Versorgung, die mehr als 50 Prozent der neu an Brustkrebs Erkrankten in Anspruch nehmen. Allerdings ist die Verteilung von Brustkrebszentren in den Bundesländern sehr unterschiedlich. So waren im Jahr 2011 in Mecklenburg-Vorpommern nur 4, in Baden-Württemberg hingegen 54 Zentren zertifiziert. Bezogen auf die Bevölkerungszahl ergeben sich große Unterschiede, das heißt pro Brustkrebszentrum müssen unterschiedlich viele Frauen versorgt werden (siehe Abbildung und Tabelle, Stand: Januar 2009).
| Bundesland             | Anzahl Frauen pro Brustzentrum | Bevölkerung weiblich | Anzahl Brustzentren |
| ---------------------- | ------------------------------ | -------------------- | ------------------- |
| Baden-Württemberg      | 109.339                        | 5.466.966            | 54                  |
| Bayern                 | 177.332                        | 6.383.935            | 39                  |
| Berlin                 | 218.004                        | 1.744.029            | 9                   |
| Brandenburg            | 426.585                        | 1.279.755            | 6                   |
| Bremen                 | 68.236                         | 341.178              | 4                   |
| Hamburg                | 129.253                        | 904.770              | 8                   |
| Hessen                 | 182.348                        | 3.099.909            | 20                  |
| Mecklenburg-Vorpommern | 211.734                        | 846.937              | 4                   |
| Niedersachsen          | 176.528                        | 4.060.139            | 29                  |
| Nordrhein-Westfalen    | 173.997                        | 9.221.824            | 10                  |
| Rheinland-Pfalz        | 158.535                        | 2.060.955            | 16                  |
| Saarland               | 76.074                         | 532.519              | 6                   |
| Sachsen                | 113.652                        | 2.159.396            | 20                  |
| Sachsen-Anhalt         | 136.947                        | 1.232.520            | 9                   |
| Schleswig-Holstein     | 160.937                        | 1.448.435            | 11                  |
| Thüringen              | 128.920                        | 1.160.278            | 10                  |

Nach den strengeren europäischen EUSOMA-Kriterien wurde in Deutschland bis 2016 erst ein Brustzentrum zertifiziert, das Mammazentrum Hamburg am Krankenhaus Jerusalem. Ein weiteres Brustzentrum in Deutschland befand sich Ende 2016 im Zertifizierungsprozess, das Oldenburger Brustzentrum am Pius-Hospital in Oldenburg.

## Zertifizierte Brustzentren in Europa
Neben dem einzigen deutschen Zentrum erhielten bis 2016 fünf Einrichtungen in Belgien, fünf in der Schweiz, dreizehn in Italien, sowie je ein Brustzentrum in den Niederlanden und in Portugal die „Certification“ der EUSOMA.
Nach den Kriterien der Deutschen Krebsgesellschaft und der Deutschen Gesellschaft für Senologie wurden bisher zwei österreichische (Linz) und zwei Schweizer Zentren (Luzern, Baden) sowie zwei italienische Brustkrebszentren (Meran, Brixen) zertifiziert.